# 舊宮 (柏林)
舊宮（德語：Altes Palais），又名威廉皇帝宮（Kaiser-Wilhelm-Palais），是普魯士王國的宮殿之一，位於柏林市中心的米特菩提樹下大街。

## 历史
這座建築修建於1834年至1837年，由威廉王子（後來的威廉一世）下令修建。外觀是新古典主義建築。舊宮在二戰中嚴重受損，戰後在1963至1964年重建。現在該建築是柏林洪堡大學法學院所在地。

## 外部連結

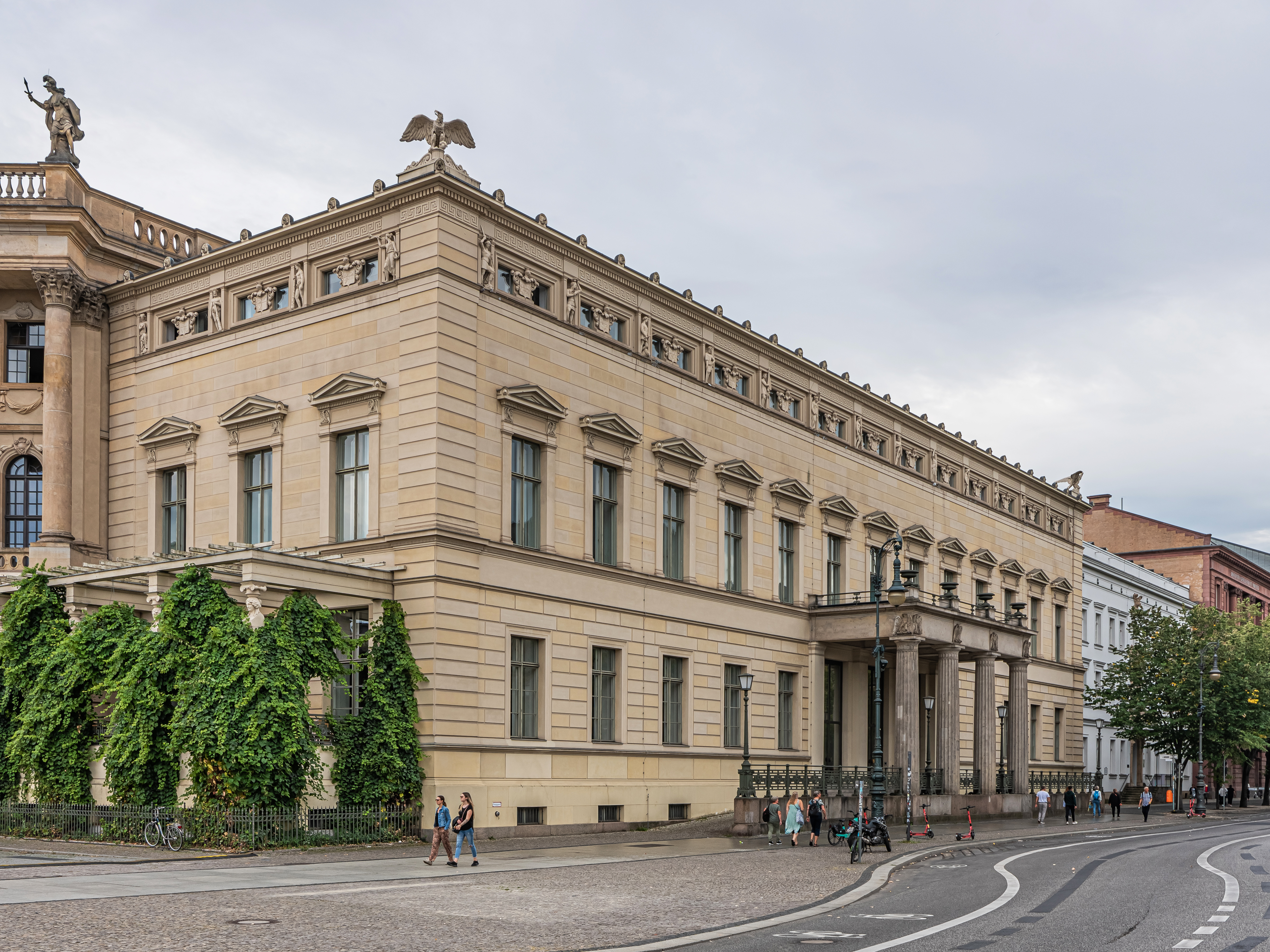

- "Humboldt-Universität-Altes Palais" （页面存档备份，存于）, history and data about the Old Palace at the official website of the city of Berlin (in German)
- Unter den Linden 9 and 11: Altes Palais and former Governor’s Building – Humboldt-Universität zu Berlin （页面存档备份，存于）